# Щербак Іван Петрович
Іва́н Петро́вич Щерба́к (1 січня 1910, Новомиколаївка — 29 березня 1990, Запоріжжя) — український радянський історик, кандидат історичних наук з 1946 року.

## Біографія
Народився 1 січня 1910 року в селі Новомиколаївці (тепер селище міського типу Новомиколаївського району Запорізької області, Україна). У 1928—1933 роках навчався в Запорізькому педагогічному інституті. Брав участь у боях Другої світової війни. У 1946—1987 роках — доцент кафедри історії Запорізького педагогічного інституту, а з 1987 року її завідувач.
Помер у Запоріжжі 29 березня 1990 року.

## Відзнаки
- Нагороджений орденами Червоної Зірки (26 січня 1944), Вітчизняної війни 1-го ступеня (24 травня 1945) і 2-го ступеня (18 липня 1943), медаллю «За бойові заслуги»[1];
- Лауреат Державної премії УРСР імені Т. Г. Шевченка (за 1977 рік; разом з А. Клюненком, В. Рєпіним, А. Фріманом, О. Шерстюком за книгу нарисів «Днепровские огни», в якій передає особисті спостереження  та враження про відбудову Дніпрогесу та «Запоріжсталі»)[2].